# Cañaveral, Tabasco
Cañaveral är en ort i Mexiko.   Den ligger i kommunen Centla och delstaten Tabasco, i den sydöstra delen av landet, 700 km öster om huvudstaden Mexico City. Cañaveral ligger 8 meter över havet och antalet invånare är 279.
Terrängen runt Cañaveral är mycket platt. Havet är nära Cañaveral norrut. Runt Cañaveral är det ganska glesbefolkat, med 32 invånare per kvadratkilometer. Närmaste större samhälle är Ignacio Allende, 10,9 km öster om Cañaveral. Omgivningarna runt Cañaveral är en mosaik av jordbruksmark och naturlig växtlighet.